# Wish (przedsiębiorstwo)
Wish – amerykańska platforma sprzedaży online, która łączy transakcje sprzedających i kupujących. Platforma została założona w 2010 r. przez Piotra Szulczewskiego, Jamesa Prendergasta i Danny’ego Zhanga.